# Erpetogomphus
Erpetogomphus is een geslacht van libellen (Odonata) uit de familie van de rombouten (Gomphidae).

## Soorten
Erpetogomphus omvat 22 soorten:
- Erpetogomphus agkistrodon Garrison, 1994
- Erpetogomphus boa Selys, 1859
- Erpetogomphus bothrops Garrison, 1994
- Erpetogomphus compositus Hagen in Selys, 1858
- Erpetogomphus constrictor Ris, 1918
- Erpetogomphus cophias Selys, 1858
- Erpetogomphus crotalinus (Hagen in Selys, 1854)
- Erpetogomphus designatus Hagen in Selys, 1858
- Erpetogomphus elaphe Garrison, 1994
- Erpetogomphus elaps Selys, 1858
- Erpetogomphus erici Novelo & Garrison, 1999
- Erpetogomphus eutainia Calvert, 1905
- Erpetogomphus heterodon Garrison, 1994
- Erpetogomphus lampropeltis Kennedy, 1918
- Erpetogomphus leptophis Garrison, 1994
- Erpetogomphus liopeltis Garrison, 1994
- Erpetogomphus ophibolus Calvert, 1905
- Erpetogomphus sabaleticus Williamson, 1918
- Erpetogomphus schausi Calvert, 1919
- Erpetogomphus sipedon Calvert, 1905
- Erpetogomphus tristani Calvert, 1912
- Erpetogomphus viperinus Selys, 1868